# Decimus Iunius Pera
Decimus Iunius Pera war ein Mitglied des römischen Plebejergeschlechts der Iunier und 266 v. Chr. Konsul sowie 253 v. Chr. Zensor.

## Leben
Decimus Iunius Pera hatte laut den Fasti Capitolini einen gleichnamigen Vater und Großvater und war demnach der Sohn des Decimus Iunius Brutus Pera. Er behielt also von den beiden Cognomina seines Vaters, Brutus und Pera, nur das Letztere bei.
In den (erhaltenen) Quellen wird Decimus Iunius Pera erst 266 v. Chr. erwähnt, als er das Konsulat gemeinsam mit Numerius Fabius Pictor ausübte. Beide Konsuln durften wegen ihrer erfolgreichen Kriegführung über mehrere Völker zwei Triumphe abhalten, zuerst einen über die Sassinaten und später einen weiteren über die Sallentiner und Messapier.
264 v. Chr. veranstalteten Decimus Iunius Pera und sein sonst unbekannter Bruder Marcus anlässlich des Todes ihres Vaters erstmals in Rom Gladiatorenspiele, die als besondere Totenehren gedacht waren. Die Behauptung des spätantiken römischen Dichters Ausonius, dass bei dieser Gelegenheit thrakische oder thrakisch bewaffnete Kombattanten aufgetreten seien, wird von der modernen Forschung für unzuverlässig gehalten.
253 v. Chr. übte Decimus Iunius Pera die Zensur aus, wobei er den Konsul von 262 v. Chr., Lucius Postumius Megellus, zum Kollegen erhielt; als Letzterer während seiner Amtszeit verstarb, musste auch Pera aufgrund dieses unheilvollen Vorzeichens vom Zensorenamt zurücktreten.
Der Sohn des nach seiner Zensur nicht mehr erwähnten Decimus Iunius Pera war Marcus Iunius Pera, der 230 v. Chr. als Konsul, 225 v. Chr. als Zensor und 216 v. Chr. als Diktator amtierte.